# Tylcus hartwegii
Tylcus hartwegii is een keversoort uit de familie van de boktorren (Cerambycidae). De wetenschappelijke naam van de soort werd in 1855 als Clytus hartwegii gepubliceerd door Adam White.